# Пойтрас, Лора
Ло́ра По́йтрас (англ. Laura Poitras; род. 2 февраля 1964, Бостон) — американская журналистка, кинопродюсер, кинооператор, кинорежиссёр-документалист, реже занимается киномонтажом и звукозаписью. Лауреат нескольких престижных кинонаград, связанных с документалистикой, включая «Золотого льва» за картину «Вся красота и кровопролитие» (2022).

## Биография
Лора Пойтрас родилась 2 февраля 1964 года (по другим данным — в 1962 году) в Бостоне, штат Массачусетс, США. Мать — Патрисия, медсестра, бакалавр искусств (философия). Отец — Джеймс, занимался исследованиями в лаборатории сердечно-сосудистой физиологии при Массачусетском технологическом институте, затем занимался компьютерным программированием в больнице. Пара в 2007 году пожертвовала 20 миллионов долларов на основание центра своего имени по исследованию нервных расстройств при Институте исследования мозга Макговерна. Бо́льшую часть детства и юности Лора провела в Орландо (штат Флорида), где у семьи был второй дом. У Лоры двое сестёр: старшая — Кристина, учительница английского языка, и Дженнифер — disaster response planner and consultant. Дед по отцовской линии — Эдвард, инженер-изобретатель.
Пойтрас окончила инновационную экспериментальную старшую школу Садбери-Валли. Поначалу она хотела стать поваром и поэтому несколько лет проработала в бостонском ресторане L’Espalier, но вскоре переехала в Сан-Франциско и потеряла интерес к поварскому ремеслу, поступив вместо этого в Институт искусства. В 1992 году Пойтрас переехала в Нью-Йорк, решив заняться кинематографом. В 1996 году она окончила университет «Новая школа», в котором изучала теорию социума и политики.
11 сентября 2001 года в момент атаки на башни-близнецы Пойтрас находилась на Манхэттене и видела происходящее своими глазами. Это привело её к решению создать ряд документальных фильмов об Америке после 11 сентября. В 2004 году она отправилась снимать свою первую ленту этой серии в Ирак, несмотря на то, что в тот момент там шла война. Картина под названием «Моя страна, моя страна» увидела свет в 2006 году, и с этого дня Пойтрас попала под жёсткое наблюдение Министерства внутренней безопасности. У неё регулярно возникают проблемы при возвращении в США из-за границы: агенты по нескольку часов допрашивают женщину прямо в аэропорту, изымают у неё ноутбуки, видеокамеры, сотовые телефоны, записные книжки — их возврата порой приходится ждать неделями, а один раз ей даже пригрозили, что не пустят обратно в США. Узнав об этом, 39 кинорежиссёров подписали петицию с требованием оставить Лору Пойтрас в покое.
С 2012 года живёт в Берлине, не желая возвращаться в США и общаться там с агентами ФБР и АНБ, хотя в апреле 2014 года она всё-таки прилетела в Нью-Йорк, чтобы получить Премию Джорджа Полка.
С февраля 2014 года Пойтрас является редактором онлайн-вестника The Intercept.

### «Гражданин четыре»
В январе 2013 года Лора Пойтрас начала получать по электронной почте зашифрованные письма от человека, подписывавшегося как Citizenfour. В них он утверждал, что является высокопоставленным правительственным служащим и имеет доказательства того, что Агентство национальной безопасности тайно следит за миллионами людей по всему миру. Пять месяцев спустя она с двумя коллегами-журналистами отправилась в Гонконг, в гостиницу The Mira Hong Kong на встречу с «Гражданином четыре», настоящее имя которого было Эдвард Сноуден. В результате нескольких видеоинтервью с ним свет увидел фильм «Citizenfour. Правда Сноудена», который стал лауреатом многочисленных наград. Пойтрас в этой ленте выступила режиссёром, продюсером и оператором. В мае 2014 года Пойтрас посетила Москву, чтобы ещё раз, год спустя, встретиться с Эдвардом Сноуденом, который в то время скрывался в России от американских спецслужб.

## Избранная фильмография
- 2003 — Войны флагов[англ.] / Flag Wars — продюсер, оператор, режиссёр, звукозапись
- 2006 — Моя страна, моя страна[англ.] / My Country, My Country — продюсер, оператор, режиссёр, сценарист
- 2010 — Клятва[англ.] / The Oath — продюсер, оператор, режиссёр
- 2012 — Мир завтра[англ.] / World Tomorrow — монтажёр (4 выпуска)
- 2014 — 1971 / 1971 — соисполнительный продюсер
- 2014 — Citizenfour. Правда Сноудена / Citizenfour — продюсер, оператор, режиссёр, звукозапись
- 2016 — Риск / Risk — продюсер, оператор, режиссёр, сценарист, монтажёр, актриса: играет саму себя
- 2022 — Вся красота и кровопролитие / All the Beauty and the Bloodshed — режиссёр

## Избранные награды и номинации
С полным списком кинематографических наград и номинаций Лоры Пойтрас можно ознакомиться на сайте IMDB
- 2007 — «Оскар» в категории Лучший документальный фильм за ленту «Моя страна, моя страна»[англ.] — номинация.
- 2007 — «Независимый дух» в категории Лучший документальный фильм за ленту «Моя страна, моя страна» — номинация.
- 2010 — Кинофестиваль Сандэнс — Кинематографическая награда в категории Лучший документальный фильм за ленту «Клятва»[англ.] — победа.
- 2010 — Кинофестиваль Сандэнс — Гран-при жюри в категории Лучший документальный фильм за ленту «Клятва» — номинация.
- 2013 — EFF Pioneer Award от организации Фонд Электронных Рубежей[19]
- 2014 — Премия Риденаура «За правду» (совместно с Эдвардом Сноуденом)[10]
- 2014 — награда «За самоотверженную борьбу за правду и за свободу информации и прессы» от издательской фирмы Gruner + Jahr[англ.] и журнала Stern[5].
- 2014 — Пулитцеровская премия «За служение обществу» (материалы в газетах The Guardian и The Washington Post)[20]
- 2015 — «Оскар» в категории Лучший документальный фильм за ленту «Citizenfour. Правда Сноудена» — победа[21].
- 2015 — BAFTA в категории Лучший документальный фильм за ленту «Citizenfour. Правда Сноудена» — победа.
- 2015 — «Независимый дух» в категории Лучший документальный фильм за ленту «Citizenfour. Правда Сноудена» — победа.
- 2022 — «Золотой лев» на 79-м Венецианском кинофестивале за фильм «Вся красота и кровопролитие» — победа[22].

- Стипендия Макартура — вручена Фондом Макартуров в октябре 2012 года в номинации «Грант гению»[23][24]
- Стипендия Гуггенхайма

## Публикации, репортажи
- Лора Пойтрас. The Program (англ.) на сайте nytimes.com, 22 августа 2012
- NSA Whistle-Blower Tells All: The Program — Op-Docs — The New York Times на YouTube, 29 августа 2012